# Gastrotheca carinaceps
Espèce
Statut de conservation UICN

 DD  : Données insuffisantes
Gastrotheca carinaceps est une espèce d'amphibiens de la famille des Hemiphractidae.

## Répartition
Cette espèce est endémique de la région de Pasco au Pérou. Elle se rencontre à San Alberto dans la province d'Oxapampa vers 2 200 m d'altitude sur le versant amazonien de la cordillère Orientale.

## Publication originale
- Duellman, Trueb & Lehr, 2006 : A new species of marsupial frog (Anura: Hylidae: Gastrotheca) from the Amazonian slopes of the Cordillera Oriental in Peru. Copeia, vol. 2006, no 4, p. 595-603.